# Тадеуш Войцеховський
Тадеуш Войцеховський (пол. Tadeusz Wojciechowski; 13 червня 1838, Краків — 21 листопада 1919, Львів) — польський історик, професор і ректор Львівського університету (1894—1895), співзасновник і голова польського Історичного товариства у Львові, член Академії знань. Спеціаліст з історії Польщі періоду раннього Середньовіччя. Кавалер Ордена Залізної Корони ІІІ ступеня (1898).

## Життєпис
Тадеуш Войцеховський походив з Кракова, його батьки були власниками кам'яниці і належали до середнього міщанства. У 1854 році закінчив гімназію св. Анни. Після двох років правничих студій і двох років історичних в Ягеллонському університеті, які завершив у 1858 році і на філософському факультеті Віденського університету (1859—1860), у 1865 році отримав докторський ступінь з філософії (після невдалої спроби в 1860/1861 році). У період Січневого повстання (1863—1864) півроку перебував у в'язниці через звинувачення в конспіративній діяльності. У 1867 році став працівником Ягеллонської бібліотеки, де працював до 1875 року, тобто до свого переїзду до Львова. У 1873 році був кандидатом на кафедру історії Австрії в Ягеллонському університеті, яку остаточно зайняв Станіслав Смолька, кандидат від станчиків.
У 1883—1907 роках — професор (1894—1895 роках — ректор) Львівського університету. Від 1909 року член австрійської Палати панів.
Помер у Львові 21 листопада 1919 року, похований на Личаківському цвинтарі.

## Науковий доробок
Історичним працям Войцеховського характерний критичний та аналітичний підхід. Широко використовував топоніміку для реконструкції процесу колонізації Малопольщі в ранньому Середньовіччі. Описував пам'ятки сакрального мистецтва, працював над упорядкуванням ранньоп'ястівських легенд; за критичний підхід до житія св. Станіслава, а зокрема до конфлікту єпископа з королем, був гостро критикований колами, наближеними до Церкви.
Автор таких праць:
- «Chrobacja, rozbiór starożytności słowiańskich» (1873),
- «O Rocznikach polskich X—XV wieku» (1880),
- «O Kazimierzu Mnichu» (1881),
- «O życiu i pismach Wincentego z Kielc» (1881),
- «Co to jest historia i po co się jej uczymy» (1881),
- «Podział i zakres dziejów polskich» (1884),
- «O powtórnej elekcji Stanisława Leszczyńskiego w r. 1733 (Charakterystyka rządów Augusta II)» (1887),
- «Co Al Bekri opowiadał o Słowianach i ich sąsiadach» (1887),
- «Bonifatius der Apostel der Deutschen und die Slaven-apostel Konstantinus (Cyrillus) und Methodius» (1888),
- «O Piaście i piaście» (1895),
- «Kościół katedralny w Krakowie» (1899),
- «Eremici reguły św. Romualda, czyli benedyktyni włoscy w Polsce XI wieku» (1902),
- «Najdawniejszy znany obecnie polski akt książęcy z r. 1081—1086» (1902),
- «Szkice historyczne XI wieku» (1904),
- «Plemię Kadłubka» (1909).